# Ранжуровское сельское поселение
Се́льское поселе́ние «Ранжуровское» (бур. Ранжуровын hомон) — муниципальное образование в Кабанском районе Бурятии Российской Федерации.
Административный центр — улус Ранжурово.

## История
Статус и границы сельского поселения установлены Законом Республики Бурятия от 31 декабря 2004 года № 985-III «Об установлении границ, образовании и наделении статусом муниципальных образований в Республике Бурятия»

## Население
| 2002  | 2011  | 2012  | 2013  | 2014  | 2015  | 2016  |
| ----- | ----- | ----- | ----- | ----- | ----- | ----- |
| 1386  | ↘1076 | ↘1071 | ↘1060 | ↘1058 | ↗1059 | ↗1067 |
| 2017  | 2018  | 2019  | 2020  | 2021  | 2023  | 2024  |
| ↗1081 | ↘1073 | ↘1040 | ↘1021 | ↗1090 | ↗1092 | ↘1090 |

## Состав сельского поселения
| № | Населённый пункт | Тип населённого пункта       | Население |
| - | ---------------- | ---------------------------- | --------- |
| 1 | Истомино         | село                         | ↘277      |
| 2 | Ранжурово        | улус, административный центр | ↘464      |
| 3 | Степной Дворец   | село                         | ↘338      |